# Ciutat Esportiva de Paterna
La Ciutat Esportiva de Paterna és un complex esportiu propietat del València Club de Futbol, situat al municipi valencià de Paterna (Horta Oest).
El club va adquirir els terrenys de Paterna sota la presidència de Francisco Ros Casares, el 1974, el seu cost va ser de 85 milions de pessetes. Va ser obert al públic el 19 de febrer de 1992.
Amb una extensió de 180.000 metres quadrats i tretze camps de futbol, és el lloc habitual de treball no solament de primer equip, sinó també de tots els que componen les categories inferiors del club. A més, disposa d'una residència per als xics del planter que venen de qualsevol part del món a formar-se com a futbolistes i un modern Centre de Rehabilitació dotat de diverses sales per a la recuperació dels futbolistes lesionats o que es troben en període de rehabilitació.

## Instal·lacions
- Camp 1: Futbol 11 (105 x 65 metres). Gespa natural.
- Camp 2: Futbol 11 (105 x 68 metres). Gespa artificial.
- Camp 3: Futbol 11 (105 x 65 metres). Gespa natural.
- Camp 4: Futbol 11 (105 x 68 metres). Gespa natural.
- Camp primer equip: Futbol 11 (105 x 65 metres). Gespa natural.
- Camp segon equip: Futbol 11 (105 x 65 metres). Gespa natural.
- Estadi Antonio Puchades: Futbol 11 (105 x 68 metres). Gespa natural, capacitat 3.000 persones. El València Mestalla i el València Fèmines C.F. disputen els seus partits en aquest estadi.
- Pavelló poliesportiu:
- Diversos Camps de Futbol 7 amb gespa artificial.

## Futur
L'expresident Juan Bautista Soler va anunciar en 2007 l'acord entre l'entitat valencianista que presideix i l'Ajuntament de Riba-roja de Túria per a la creació d'una nova ciutat esportiva que substituiria a l'actual Ciutat Esportiva de Paterna.

## Dades generals
- Adreça: Carretera Mas Camarena S/N CP 46980 Paterna (València)
- Telèfon: 902 01 19 19 Fax: 96 132 24 71